# Bülent Kocabey
Bülent Kocabey (* 8. Juni 1984 in Istanbul) ist ein türkischer Fußballspieler.

## Karriere
Kocabey begann hier in der Jugend von Yeni Ortabayırspor mit seiner Vereinskarriere und wechselte 1999 in die Jugend von Beşiktaş Istanbul. Im Sommer 2003 holte Beşiktaş von Gençlerbirliği Ankara den Mittelfeldspieler Okan Koç und gab stattdessen neben einer Ablösesumme auch einige Spieler an die Hauptstädte ab. Unter den abgegebenen Spielern befand sich auch Kocabey. Somit wechselte er mit einem Profivertrag versehen in die Jugend vom Erstligisten Gençlerbirliği Ankara. Hier spielte er ein Jahr lang fast ausschließlich für die Jugendmannschaft. Lediglich gegen Saisonende absolvierte er für die Profis zwei Erstligaspiele.
Im Sommer 2004 wurde er an den Drittligisten und die Zweitmannschaft von Genclerbirligi Ankara, an Gençlerbirliği ASAŞ ausgeliehen. Hier erkämpfte er sich sofort einen Stammplatz und stieg in seiner Zweiten Saison als Vizemeister der TFF 2. Lig in die TFF 1. Lig auf. Zum Sommer 2006 wechselte er samt Ablösesumme zu diesem Verein. Die Saison 2006/07 beendete er mit seiner Mannschaft als Meister der TFF 1. Lig und erreichte damit den direkten Aufstieg in die Süper Lig.
Nachdem er ein Jahr für Gençlerbirliği OFTAŞ in der Süper Lig gespielt hatte, wechselte er zum Ligakonkurrenten Eskişehirspor. Für diesen Verein spielte er die nächsten zweieinhalb Spielzeiten lang und wechselte zur Winterpause zu Karabükspor. Diesen Verein verließ er wiederum zum Saisonende und ging zum Aufsteiger Samsunspor.
Nach gegenseitigem Einvernehmen mit Samsunspor löste er seinen Vertrag zur Winterpause auf und wechselte zum Zweitligisten Karşıyaka SK. Zum Sommer 2012 verließ er auch diesen Verein und heuerte beim Zweitligisten Adanaspor an. Die Zusammenarbeit wurde nach einer Saison beendet.
Zur Winterpause 2013/14 unterschrieb er einen Vertrag beim Zweitligisten Denizlispor.

## Erfolge
Gençlerbirliği ASAŞ
- Vizemeister der TFF 2. Lig: 2005/06
- Aufstieg in die TFF 1. Lig: 2005/06
- Meister der TFF 1. Lig: 2006/07
- Aufstieg in die Süper Lig: 2006/07